# Pontificia commissione "Ecclesia Dei"
La Pontificia commissione "Ecclesia Dei" (in latino Pontificia Commissio Ecclesia Dei) è stato un dicastero della Curia Romana istituito il 2 luglio 1988 da papa Giovanni Paolo II e soppresso il 17 gennaio 2019 da papa Francesco.

## Storia
Il 2 luglio 1988 papa Giovanni Paolo II con il motu proprio Ecclesia Dei (o Ecclesia Dei adflicta) ha deplorato «l'illegittima consacrazione episcopale» conferita dall'arcivescovo Marcel Lefebvre due giorni prima, qualificandola come «atto scismatico», per il quale Lefebvre e i vescovi da lui ordinati erano «incorsi nella grave pena della scomunica prevista dalla disciplina ecclesiastica».
Facendo appello ai vescovi di prendere le misure necessarie per garantire il rispetto delle giuste aspirazioni di quei cattolici «che si sentono vincolati ad alcune precedenti forme liturgiche e disciplinari della tradizione latina», il papa ha istituito la Pontificia commissione per facilitare la piena comunione ecclesiale di tali persone.
Il 2 luglio 2009 papa Benedetto XVI mediante il motu proprio Ecclesiae unitatem l'ha collegata in modo stretto alla Congregazione per la dottrina della fede, mantenendo la sua configurazione ma al contempo modificandone la struttura, stabilendo anche che il presidente della commissione fosse il prefetto della stessa Congregazione.
Il 17 gennaio 2019 papa Francesco ha soppresso la Pontificia commissione "Ecclesia Dei", assegnando i suoi compiti all'Ufficio della Sezione IV della Congregazione per la dottrina della fede.

## Compiti
Per perseguire la comunione ecclesiale (peculiare munus), la commissione si avvaleva dei poteri concessi da Giovanni Paolo II con rescritto del 18 ottobre 1988.
L'interpretazione della facoltà prevista al n. 1) del documento, cioè quella di «concedere a chiunque ne faccia domanda l'uso del Messale romano secondo l'edizione tipica in vigore nel 1962, e ciò secondo le norme già proposte dalla commissione cardinalizia "istituita a tale scopo" nel dicembre del 1986 (peraltro mai rese pubbliche; ne circola solo una versione ufficiosa), dopo aver informato il vescovo diocesano» - è stata al centro di violente polemiche tra il dicastero e i fedeli legati alla precedente tradizione liturgica, che si appellavano ad essa per ottenere una revisione dei dinieghi opposti dai vescovi alla celebrazione della Messa. La commissione, invece, evidentemente in base al n. 6 del m.p. Ecclesia Dei, ha concesso i cosiddetti celebret ("si celebri") soltanto a sacerdoti.
Inoltre, a seguito del motu proprio Summorum Pontificum di papa Benedetto XVI (7 luglio 2007), la commissione aveva l'incarico di vigilare sull'applicazione dello stesso, studiare i possibili aggiornamenti (nuovi santi nel calendario, nuovi prefazi nella messa) cui sottoporre i testi liturgici del 1962. Inoltre, è stata eretta come sede "d'ultima istanza" per i fedeli che richiedano la messa secondo la forma extraordinaria e non siano esauditi né dal proprio parroco né dal proprio vescovo.
Tra i successi della commissione vanno segnalati il recupero nel 1988 alla comunione con la sede apostolica della fraternità San Vincenzo Ferrer e di numerosi membri della FSSPX, per cui è stata eretta la Fraternità Sacerdotale San Pietro (1988), nonché nel 2006 dell'istituto del Buon Pastore. Inoltre, la nuova formulazione della preghiera "pro iudaeis" (per gli Ebrei) nella liturgia del Venerdì santo, scritta da Benedetto XVI ed in vigore dal 2008 per chi in comunione con la Santa Sede usa il Messale Romano del 1962, è frutto anche del lavoro della commissione.
Al momento della soppressione, la commissione si occupava delle seguenti istituzioni ecclesiastiche:
- Canonichesse regolari della Madre di Dio
- Canonici regolari della Madre di Dio
- Fraternità sacerdotale San Pietro
- Fraternità San Vincenzo Ferrer
- Madri della Santa Croce
- Servi di Gesù e Maria
- Istituto di Cristo Re Sommo Sacerdote
- Istituto del Buon Pastore
- Oasi di Gesù Sacerdote
- Figli del Santissimo Redentore
- Amministrazione apostolica personale San Giovanni Maria Vianney

In  conformità con il motu proprio Traditionis custodes del 16 luglio 2021, i suoi compiti nei riguardi degli Istituti di vita consacrata e le Società di vita apostolica da essa eretti sono passati alla competenza della Congregazione per gli Istituti di Vita Consacrata e le Società di Vita Apostolica.

## Cronotassi

### Presidenti
- Cardinale Paul Augustin Mayer, O.S.B. † (2 luglio 1988 - 1º luglio 1991 ritirato)
- Cardinale Antonio Innocenti † (1º luglio 1991 - 16 dicembre 1995 ritirato)
- Cardinale Angelo Felici † (16 dicembre 1995 - 13 aprile 2000 ritirato)
- Cardinale Darío Castrillón Hoyos † (13 aprile 2000 - 8 luglio 2009 ritirato)
- Cardinale William Joseph Levada † (8 luglio 2009 - 2 luglio 2012 ritirato)
- Cardinale Gerhard Ludwig Müller (2 luglio 2012 - 1º luglio 2017 cessato)
- Cardinale Luis Francisco Ladaria Ferrer, S.I. (1º luglio 2017 - 17 gennaio 2019 cessato)

### Vicepresidenti
- Monsignore Camille Perl † (13 marzo 2008 - 8 luglio 2009 ritirato)
- Arcivescovo Joseph Augustine Di Noia, O.P. (26 giugno 2012 - 21 settembre 2013 nominato segretario aggiunto della Congregazione per la dottrina della fede)

### Segretari
- Monsignore Camille Perl † (1998 - 13 marzo 2008 nominato vicepresidente del medesimo dicastero)
- Monsignore Mario Marini † (13 marzo 2008 - 24 maggio 2009 deceduto)
- Monsignore Guido Pozzo (8 luglio 2009 - 3 novembre 2012 nominato elemosiniere di Sua santità)
- Arcivescovo Guido Pozzo (3 agosto 2013 - 17 gennaio 2019 nominato sovrintendente all'economia della Cappella musicale pontificia sistina) (per la seconda volta)

### Segretari aggiunti
- Monsignore Mario Marini † (7 luglio 2007 - 13 marzo 2008 nominato segretario del medesimo dicastero)